# Pahulja
Pahulja je kristal leda, oblik čvrstog agregatnog stanja vode. Ako pahulje nastaju iz otopine proces se naziva flokulacija. Ako kondenziraju riječ je o zgrušavanju.
U 17. stoljeću, filozof i znanstvenik René Descartes, napisao je traktat o pahuljama kao i Johannes Kepler. Oba su utvrdili, da kristali leda imaju približan oblik šesterokuta. Međutim, nisu savršeno simetrične. 
Američki znanstvenik Wilson Bentley utvrdio je, da je svaka pahulja jedinstvena i ima svoj poseban oblik, koji ovisi o temperaturi na kojoj je nastala. Na primjer, pahulje pri temperaturi od -2 °C imaju neobičan trokutasti oblik. Najljepše oblike imaju kada kristali leda brzo izrastu, npr. pri prolasku vodenih kapljica kroz olujni oblak.
Najveća izmjerena pahulja pala je 1887. godine u Montani (SAD), bila je široka 38 cm.

## Galerija
Izbor iz fotografija, koje je uslikao Wilson Bentley (1865. – 1931.):